# Стара Гута (Ґданський повіт)
Стара Гута (пол. Stara Huta, нім. Althütte) — село в Польщі, у гміні Пшивідз Ґданського повіту Поморського воєводства.
Населення — 282 особи (2011).
У 1975-1998 роках село належало до Гданського воєводства.

## Демографія
Демографічна структура станом на 31 березня 2011 року:
|          | Загалом | Допрацездатний вік | Працездатний вік | Постпрацездатний вік |
| -------- | ------- | ------------------ | ---------------- | -------------------- |
| Чоловіки | 145     | 32                 | 101              | 12                   |
| Жінки    | 137     | 45                 | 72               | 20                   |
| Разом    | 282     | 77                 | 173              | 32                   |